# Pontiac Torpedo
Pontiac Torpedo — полноразмерный автомобиль, выпускавшийся с 1939 по 1948 год подразделением Pontiac компании General Motors.

## 1940—1941
Pontiac Torpedo I впервые был представлен в 1939 году. Его кузов имеет пропорции, характерные для моделей компании на рубеже 30-х и 40-х годов XX века. Крылья приобрели круглые, открытые формы с круглыми фарами, в то время как передняя часть была украшена большой хромированной радиаторной решёткой.
- 1941 Pontiac Custom Torpedo Eight JC Line Series 2927 Sedan Coupé
- 1941 Pontiac Streamliner Torpedo Eight Sedan Coupe (B-body)
- 1941 Pontiac Deluxe Six/Eight Torpedo (A-body)
- 1941 Pontiac Deluxe Torpedo Eight Metropolitan Sedan (A-body)

## 1942—1948
Pontiac Torpedo II впервые был представлен в 1942 году. По сравнению с предыдущим поколением, автомобили претерпели эволюционный ряд изменений. Передняя часть сохранила круглые, массивные крылья, в то время как радиаторная решётка и фары были увеличены. Задняя часть стала округлой.
- 1946 Pontiac Torpedo
- 1946 Pontiac Torpedo Eight Business Coupe
- 1948 Pontiac Silver Streak
- 1948 Pontiac Torpedo Eight